# Antonio Napolioni
Antonio Napolioni (11. december 1957  i Camerino i Italien) har siden 16. november 2015 været den katolsk biskop i Cremona i Italien.; 
Malvestiti er uddannet præst fra Fano og blev ordineret som præst den 25. juni 1983.

## Fodnoter
1. ↑  S. E. Mons. Antonio Napolioni eletto vescovo della Diocesi di Cremona (italiensk)
2. ↑  Antonio Napolioni è il nuovo vescovo (italiensk)
3. ↑  Rinunce e nomine. Rinuncia del vescovo di Cremona (Italia) e nomina del successore (italiensk)
4. ↑  Mons. Antonio Napolioni, prete di Camerino, nuovo vescovo di Cremona Arkiveret 3. marts 2016 hos  Wayback Machine (italiensk)